# Kerosinetaks
De kerosinetaks (Duits: Kerosinsteuer; Engels: kerosene tax; Frans: taxe kérosène), ook wel kerosineaccijns of kerosinebelasting genoemd, is een milieubelasting voor de op kerosine gebaseerde vliegtuigbrandstof die in de commerciële luchtvaart die binnen en door de Europese Unie kan worden geheven. De rechtsgrond ervoor is de Richtlijn Energiebelastingen (2003/96/EG) van 27 oktober 2003, die de lidstaten de optie geeft om belastingen in te voeren op brandstof voor straalmotoren voor commerciële binnenlandse vluchten en vluchten tussen lidstaten.
Anno 2022 is commerciële kerosineconsumptie nog belastingvrij volgens de wetgeving van alle lidstaten van de Europese Unie, met uitzondering van Nederland sinds 2005.

## Belang van kerosine
Straalmotoren die kerosinebrandstof gebruiken ontwikkelden razendsnel na 1950. Widebody-vliegtuigen en bijna alle helikopters vliegen met turbine-aandrijving, alle turbines worden aangedreven met bepaalde soorten kerosine. De meerderheid van al het moderne passagiers- en vrachtluchtverkeer en tevens militaire vluchten vinden op deze manier plaats.
Kleine vliegtuigen, dat wil zeggen bijna alle modelvliegtuigen, motorzweefvliegtuigen, privévliegtuigen met typisch 1 tot 5 zitplaatsen, bijna alle kunstvlieg- en racemachines, evenals zeer kleine helikopters, vliegen meestal met een zuigermotor. Bijna alle zuigermotoren hebben carburateurs, waarvoor ze afhankelijk zijn van carburateurbrandstoffen, meestal avgas (aviation gas, letterlijk 'luchtvaartbenzine'). In het geval van heteluchtballonnen genereert de LTA-vlucht (Lighter than Air), dat wil zeggen de ballonvlucht, lift door verbranding van propaan of butaan, meestal zonder een aparte aandrijving met windgevaren.

## Voordelen voor de commerciële luchtvaart

### Internationale overeenkomsten over belastingvrije kerosine

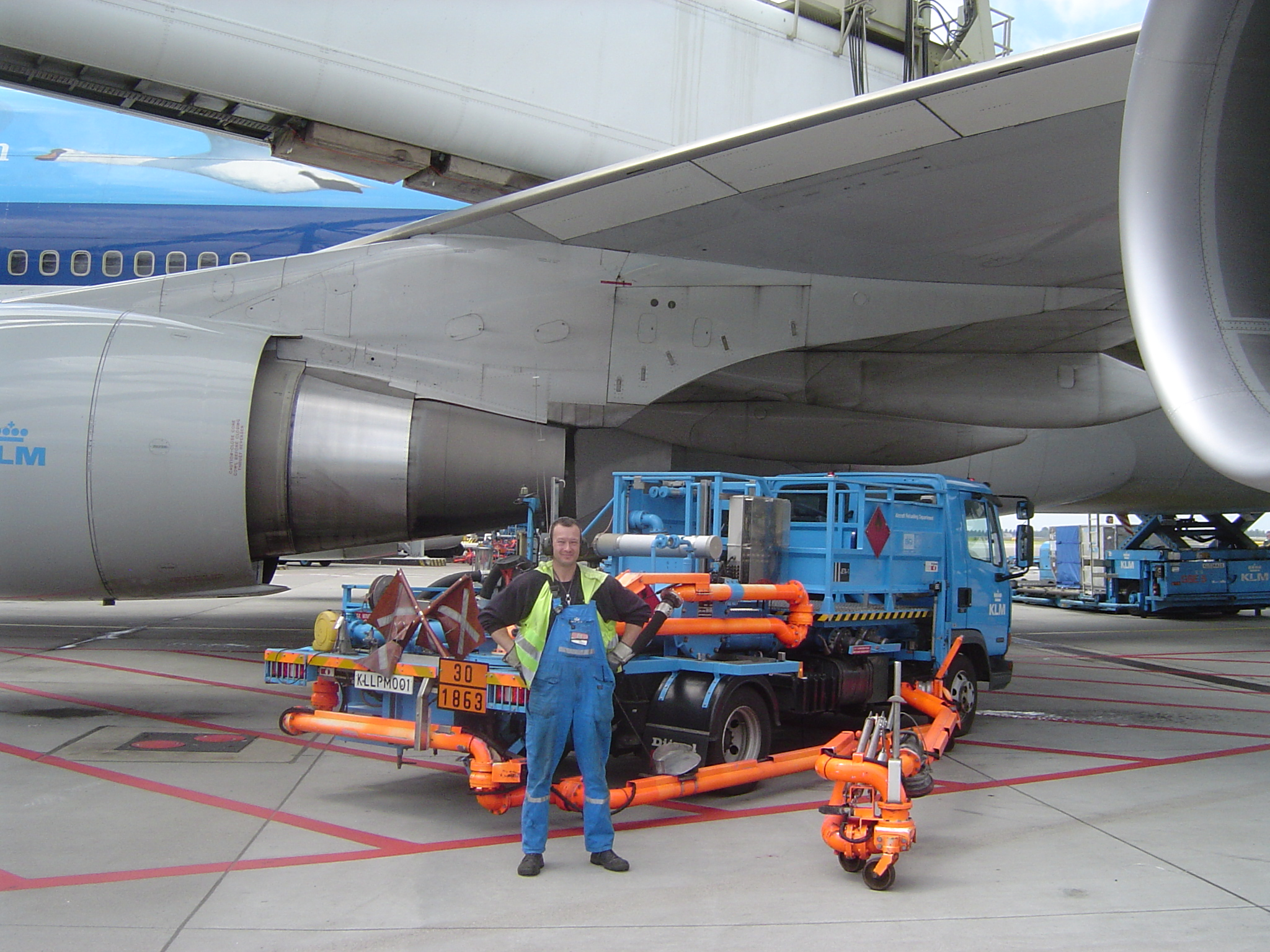
Tankwagen op Schiphol Airport. Bijtanken kan in de hele EU worden belast.

In Artikel 24 van het Verdrag inzake de internationale burgerluchtvaart (Verdrag van Chicago) van 7 december 1944, op grond waarvan de VN-luchtvaartorganisatie ICAO werd opgericht, is er overeengekomen dat bij het vliegen van de ene overeenkomstsluitende staat naar de andere, de kerosine die al aan boord van vliegtuigen is, niet mag worden belast door de staat waar het vliegtuig landt, noch door een staat door wiens luchtruim het vliegtuig heeft gevlogen. Er is echter geen belastingregulering in het Verdrag van Chicago om het vliegtuig voor vertrek bij te tanken.:16 Dit was bedoeld om de luchtvaart, de wederopbouw en de wereldeconomie na Tweede Wereldoorlog te bevorderen. Naast het Verdrag van Chicago zijn er tal van bilaterale overeenkomsten, zogenaamde 'Air Services Agreements', die uitgebreidere overeenkomsten bevatten, waaronder vaak belastingvrijstelling bij het tanken van een vliegtuig dat afkomstig is uit een andere verdragsluitende staat.
Het Verdrag van Chicago sluit een kerosinebelasting op binnenlandse vluchten en bijtanken vóór internationale vluchten niet uit. De EU-Richtlijn Energiebelastingen biedt lidstaten ook de mogelijkheid om de belastingvrijstelling in te trekken op binnenlandse vluchten en vluchten tussen lidstaten die daartoe een afzonderlijke overeenkomst hebben gesloten.:4 De richtlijn bepaalt in artikel 14, onder b), dat 'de lidstaten vrijstelling van belasting verlenen (...) op energieproducten die worden geleverd voor gebruik als brandstof voor andere luchtvaart dan particuliere plezierluchtvaart', maar ook dat 'lidstaten deze vrijstelling tot levering van reactiemotorbrandstof kunnen beperken (GN-code 2710 19 21).' In paragraaf §23 van de preambule van de richtlijn voegt het als commentaar toe: 'Gezien de bestaande internationale verplichtingen en het behoud van de concurrentiepositie van het communautaire bedrijfsleven is het raadzaam de vrijstellingen van energieproducten die worden geleverd voor de niet-recreatieve luchtvaart en zeescheepvaart te handhaven, maar de lidstaten moeten de mogelijkheid hebben om deze vrijstellingen te beperken.'

### Kritiek op belastingvrije kerosine
Milieuorganisaties bekritiseren in toenemende mate de voortdurende belastingvrijstelling van kerosine vanwege de negatieve milieu-impact van de luchtvaart. Anno 2019 werd de luchtvaart verantwoordelijk gehouden voor 2,5% van alle CO2-uitstoot ter wereld.
Het Umweltbundesamt, het milieuagentschap van de Duitse overheid, benadrukt dat een gebrek aan een kerosinetaks stimulansen voor luchtvaartmaatschappijen reduceert om energiezuinigere vliegtuigen te gebruiken. Daarom bestempelt het agentschap de ontbrekende kerosinetaks als een 'milieuschadelijke subsidie', wat in 2012 in Duitsland alleen al 7,083 miljard euro kostte. Dit bedrag komt overeen met het belastingverlies als gevolg van de vrijstelling van de burgerluchtvaart van de energiebelasting. Volgens Greenpeace wordt het luchtverkeer in Zwitserland jaarlijks met 1,7 miljard Zwitserse frank gesubsidieerd omdat luchtvaartmaatschappijen geen brandstofbelasting betalen.
Critici van het gebrek aan belasting op kerosine wijzen niet alleen op opwarming van de aarde als gevolg van kooldioxide-emissies, maar ook op andere luchtvaartemissies zoals stikstofoxide, fijnstof, waterdamp- en condensspoorvorming. Omdat de uitlaatgassen op grote hoogte worden uitgestoten, zijn de effecten ernstig. Deze andere polluenten verhogen de schade veroorzaakt door de luchtvaart in de atmosfeer met een factor twee tot vier, zoals de Duitse non-profit Atmosfair heeft berekend.
De invoering van een staatsbelasting op turbinebrandstof wordt ondersteund door milieubescherming- en transportverenigingen en Europese spoorwegmaatschappijen op nationaal of Europees niveau met het oog op een verbeterde eerlijke concurrentie tussen vervoersmiddelen en een consistente prijsstelling van milieuexternaliteiten in de tarieven van het luchtverkeer. Milieuorganisaties zoals de Verkehrsclub Deutschland zien een vliegbelasting voor passagiers als een stap in de goede richting om de aanzienlijke concurrentievervalsing weg te nemen, maar het uiteindelijke doel moet toch de belasting van kerosine zijn.

## Inspanningen voor invoering kerosinebelasting
In het Europees recht is het dankzij de Richtlijn Energiebelastingen sinds 2005 mogelijk om nationaal en tussen lidstaten een kerosinetaks te heffen. Anno 2019 hebben in Europa alleen Nederland (in 2005) en Noorwegen (geen EU-land maar wel in de Europese Economische Ruimte) dit pad al gevolgd; in alle andere Europese landen is commerciële kerosineconsumptie nog steeds belastingvrij.

### Europees burgerinitiatief tegen belastingvrije kerosine
Van 10 mei 2019 tot 10 mei 2020 liep er een Europees burgerinitiatief met het doel om de bestaande belastingvrijstelling van kerosine te beëindigen.
Om te slagen moet een Europees burgerinitiatief ondertekend worden door een miljoen mensen, waarvan er in minstens zeven lidstaten een bepaald minimum moet zijn gehaald. Op 25 augustus 2019, nadat ongeveer 27% van de termijn van het burgerinitiatief was verstreken, hadden in totaal 47.214 EU-burgers (4,7% van de benodigde deelname) het ondertekend; 33,15% in België, 26,79% in Duitsland, 21,15% in Zweden, 15,63% in Oostenrijk en 12,25% in Nederland. Na de deadline had het initiatief echter maar 74.122 steunbetuigingen van de vereiste miljoen gekregen en was in geen enkele lidstaat de drempel gehaald (Finland kwam het dichtst in de buurt met 73,98%).

### EU-institutionele inspanningen

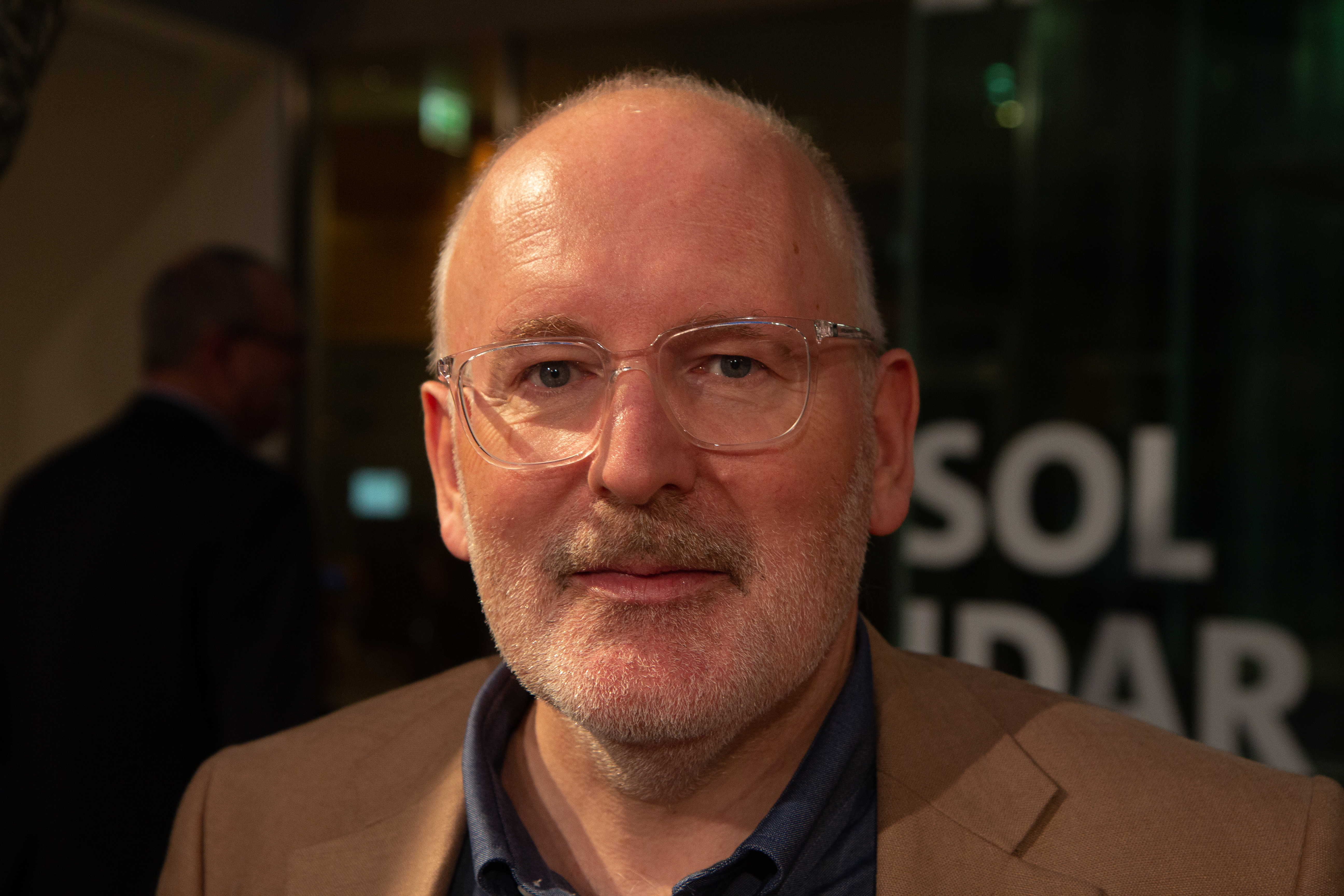
Frans Timmermans: 'Ik ben persoonlijk voorstander van een kerosinetaks.'

De Franse regering wilde tijdens de bijeenkomst van de EU-ministers van Verkeer op 6 juni 2019 in Luxemburg een vliegbelasting voor heel Europa voorstellen. Deze belasting kan worden toegevoegd aan vliegtickets en kerosine, of worden geheven door veranderingen in de EU-emissiehandel. Aangezien een belasting die beperkt is tot het EU-gebied echter het concurrentievermogen van de betrokken luchtvaartmaatschappijen in gevaar brengt, omdat luchtvaartmaatschappijen uit derde landen des te meer de markt zouden kunnen betreden met goedkope tickets, werd het voorstel echter niet uitgevoerd en zou het onderwerp "op de agenda" blijven voor wereldwijde discussie. In november 2019 hebben de ministers van Financiën van België, Bulgarije, Denemarken, Frankrijk, Duitsland, Italië, Luxemburg, Nederland en Zweden een gezamenlijke verklaring gepresenteerd waarin de Europese Commissie, meer bepaald Europese commissaris voor klimaatactie Frans Timmermans, om EU-brede belastingen op de luchtvaart in te voeren om de hele luchtvaartindustrie meer in rekening te brengen voor haar emissies en vervuiling en om alle lidstaten op hetzelfde peil te houden. Met verwijzing naar het feit dat de luchtvaart ongeveer 2,5% van de wereldwijde CO2-uitstoot veroorzaakt, stelden de ministers zowel uniforme vliegbelastingen als kerosinebelastingen voor (zowel accijnzen als btw).

### België
In 2017 stelde senator Bert Anciaux voor om een kerosinetaks in te voeren, mogelijk ingegeven door zijn milieubezorgdheid rond de luchthaven van Zaventem. CD&V en N-VA waren het voorstel genegen, maar Open Vld was tegen. De Hoge Raad van Financiën nam het idee over in zijn rapport fiscale hervorming 2021, maar wel op voorwaarde dat de taks in heel Europa zou ingevoerd worden. Enkel voor België zou anderzijds wel een inscheeptaks ingevoerd kunnen worden.

### Duitsland
Volgens de Duitse energiebelastingwet van 2006 (Energiesteuergesetz) is kerosine (Jet A-1) – en ook luchtvaartbenzine (avgas) – voor het commerciële vervoer van mensen of zaken door luchtvaartmaatschappijen vrij van energiebelasting.

### Nederland
De Nederlandse minister van Milieu Margreeth de Boer kondigde in april 1995 plannen aan om een accijns op kerosine in te voeren: 'De heffing op kerosine is een absolute must, vliegen mag veel duurder worden, zeker binnen Europa,' zei De Boer in Amsterdam tijdens een debat over een duurzame samenleving. In maart 1998 wist minister de Boer alle EU15-lidstaten ervan te overtuigen dat er een accijns op kerosine moest worden ingevoerd; de introductie ervan werd echter geacht gelijktijdig over de hele wereld te moeten plaatsvinden, een voorstel waar de Verenigde Staten fel op tegen waren. De Boer verwierp het argument van de luchtvaartindustrie dat luchtvaartmaatschappijen zouden kunnen proberen hun vliegtuigen buiten de EU bij te tanken als er een EU-brede kerosinetaks wordt geheven. In september 1998 hadden milieuorganisaties Milieudefensie en Natuur & Milieu kritiek op het feit dat, ondanks de brede steun daarvoor, er nog steeds geen kerosineaccijns noch btw op vliegtickets was ingevoerd; kerosine kostte nog steeds slechts 0,35 Nederlandse gulden per liter, een van de laagste tarieven in Europa. De vorming van een linkse regering in Duitsland in november 1998 maakte Staatssecretaris van Financiën Willem Vermeend optimistisch over het beëindigen van de kerosinebelastingvrijstelling binnen de EU. Maar Natuur & Milieu maakte zich zorgen dat internationale verdragen over de luchtvaart een dergelijke belasting op kerosine zouden uitsluiten en stelde voor om in plaats daarvan de uitstoot van vervuilende gassen te belasten; zij berekende dat het heffen van 0,5 ecu (1,1 gulden) per liter de tickets ongeveer 15–20% duurder zou maken.  Het Ministerie van Verkeer en Waterstaat had in 1995 al berekend dat 12% btw plus een accijns van 0,5 ecu het aantal afgelegde vliegkilometers met 12% zou doen afnemen, waardoor vooral toeristen minder zouden vliegen en in plaats daarvan de trein zouden pakken.

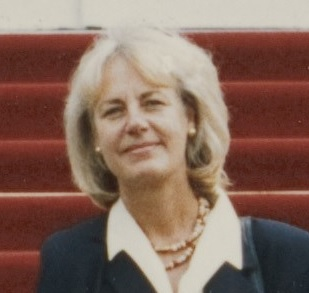
Margreeth de Boer: 'De heffing op kerosine is een absolute must.'

Nederland heeft in 2005 accijnzen op kerosine ingevoerd voor alle commerciële binnenlandse vluchten en alle binnenlandse en internationale pleziervluchten, inclusief niet-commerciële zakenvluchten. Vooruitlopend op de invoering ervan heeft het kabinet-Balkenende II in september 2004 voorgesteld om voor binnenlandse vluchten hogere accijnzen op kerosine te heffen; dit zou naar schatting 14 miljoen euro extra inkomsten opleveren. In november 2005 stelde Kamerlid Boris van der Ham voor om kerosineaccijnzen te heffen op vluchten tussen Nederland en Duitsland, omdat beide landen al vergelijkbare kerosineaccijnzen hadden voor binnenlandse vluchten; milieu-staatssecretaris Pieter van Geel zei dat hij dit zou overwegen. Op 20 december 2007 publiceerde Trouw een open brief geschreven door Kamerleden en gesteund door een parlementaire meerderheid, waarin Minister van Financiën Wouter Bos en Staatssecretaris van Financiën Jan Kees de Jager werden opgeroepen om andere Europese regeringen te overtuigen om ook meer luchtvaartbelastingen in te voeren zoals kerosineaccijnzen om de milieu-impact van de luchtvaart te reduceren; Nederland had toen al een binnenlandse accijns op kerosine en was van plan op 1 juli 2008 een vliegbelasting (vliegtaks) voor passagiers in te voeren.
Nederland had in 2011 een accijns van 0,42 euro per liter kerosine voor alle binnenlandse commerciële vluchten en alle binnenlandse en internationale pleziervluchten, inclusief niet-commerciële zakenvluchten. De accijnzen voor pleziervaart zijn verhoogd tot 0,43 euro per liter in 2010, 0,44 in 2013 en 0,48 in 2014, terwijl de commerciële binnenlandse accijnzen in 2012 zijn afgeschaft. In maart 2019 zei staatssecretaris voor Financiën Menno Snel dat de commerciële binnenlandse accijnzen (die van 2005 tot 2011 werden geheven) in 2012 zijn afgeschaft 'vanwege complicaties in de uitvoering en een geringe opbrengst'. Hij stelde voor om de Richtlijn Energiebelastingen uit 2003 te herzien om een Europabrede uniforme kerosinetaks in te kunnen voeren in plaats van 'een lappendeken aan bilaterale regelingen binnen de EU' (zoals bepaald in Artikel 14.2 van de Richtlijn). Snel zei dat luchtvaartmaatschappijen uit niet-EU-landen van de belasting kunnen worden vrijgesteld, zolang er maar 'een bescheiden drempelwaarde (de minimis) [wordt ingevoerd] omdat het aantal intra-EU vluchten van luchtvaartmaatschappijen uit derde landen zeer beperkt is.'

### Oostenrijk
Benzine die in Oostenrijk is bijgetankt (avgas 100LL, benzine voor zuigermotoren) is onderworpen aan mineraaloliebelasting en btw. Hetzelfde geldt voor verschillende mineraaloliebelastingtarieven voor autobrandstoffen, zoals diesel en benzine. Het belastingtarief voor minerale olie (per liter) is het hoogst op benzine, iets lager op diesel (hoewel de dichtheid, koolstof en dus het energiegehalte aanzienlijk hoger is) en zelfs veel lager op extra lichte stookolie (industriële gasolie), veel minder vergeleken met diesel; daarom is stookolie rood gekleurd en is het gebruik ervan in voertuigen ten strengste verboden.
Het overgrote deel van de bijgetankte vliegtuigbrandstof is kerosine (Jet A1, turbinebrandstof). Er is geen mineraaloliebelasting, btw of enige andere energiebelasting verschuldigd voor het tanken van kerosine voor internationale vluchten. Na een stijging van ongeveer 12% in vergelijking met het voorgaande jaar, werd in 2018 in Oostenrijk ruim 1 miljard liter = 1 miljoen kubieke meter kerosine getankt – vooral voor internationale vluchten. Dit komt overeen met een verbruik van ongeveer 120 liter kerosine per persoon per jaar. Minstens 0,3 massaprocent zwavel dat schadelijk is voor natuur en gebouwen mag nog in kerosine zitten (stand juni 2011). Bij stookolie is dit slechts 0,1%, bij diesel slechts 0,001%.
Als de staat ongeveer 0,60 euro aan mineraaloliebelasting en btw per liter kerosine zou innen, zoals zij ook doet bij brandstof voor motorvoertuigen, zou dat in 2018 een goede 600 miljoen euro aan belastinginkomsten hebben opgeleverd.
In Oostenrijk had in juli 2019 een potentiële invoering van een kerosinetaks een duidelijke meerderheid in de samenleving, aangezien uit een enquête bleek dat 73% van de Oostenrijkers zo'n speciale belasting steunde. Onder de politieke partijen zijn de Sociaaldemocratische Partij van Oostenrijk (SPÖ), Die Grünen - Die Grüne Alternative (GRÜNE) en NEOS - Das Neue Österreich und Liberales Forum voorstander van de invoering van een speciale belasting op luchtvaartbrandstoffen, de Vrijheidspartij van Oostenrijk (FPÖ) is ertegen, terwijl de Oostenrijkse Volkspartij (ÖVP) intern verdeeld is over de kwestie.